# Black Box Affair - Il mondo trema
Black Box Affair - Il mondo trema è un film del 1966, diretto da Marcello Ciorciolini con lo pseudonimo James Harris.

## Trama
Un aereo precipita in Spagna e i due governi russi e cinesi si occupano della tragedia, perché a bordo del velivolo, nella scatola nera, sono contenuti alcuni ordigni pericolosi per il mondo intero.